# St. Walfridus (Rilchingen-Hanweiler)

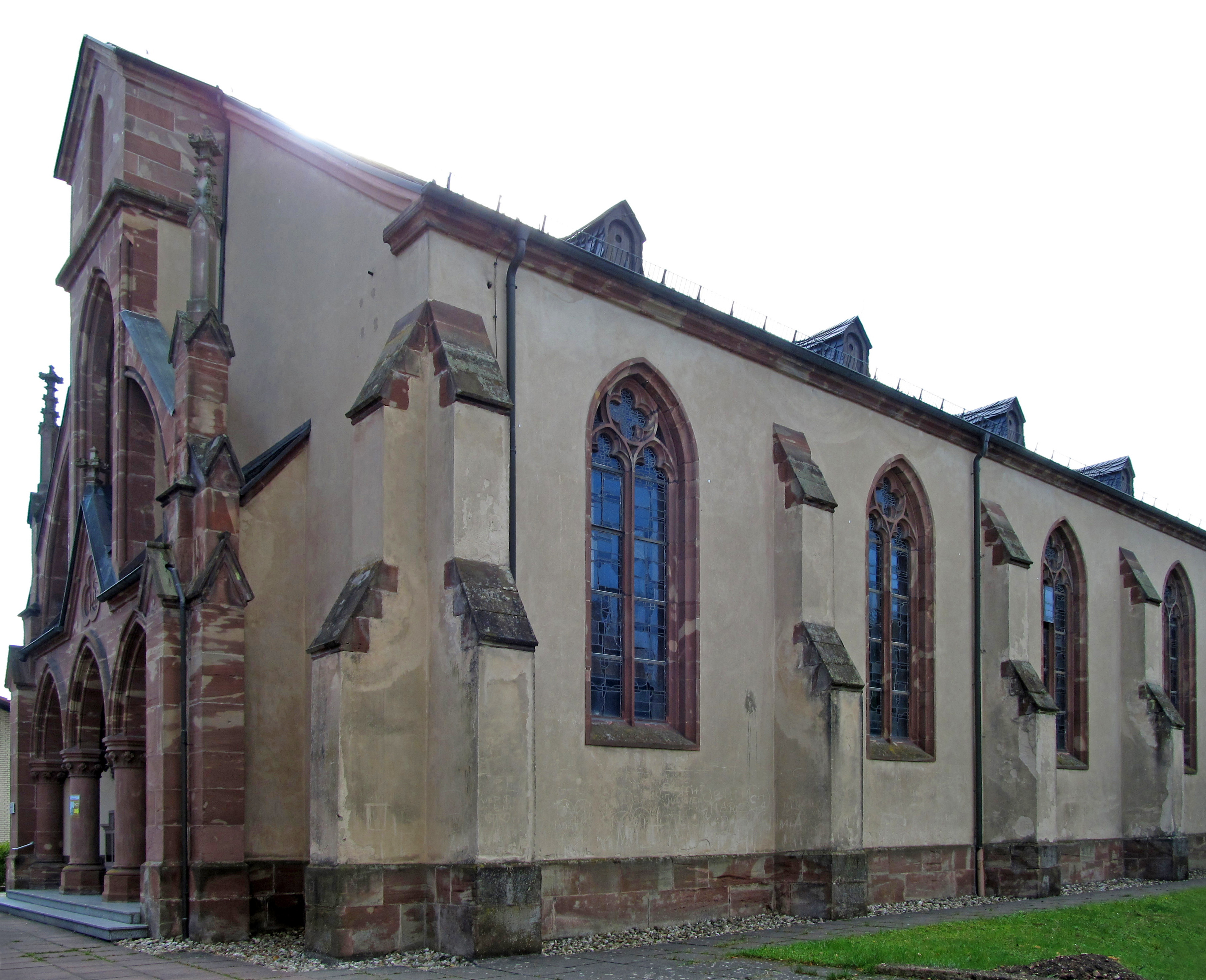
Die Pfarrkirche St. Walfridus in Rilchingen-Hanweiler

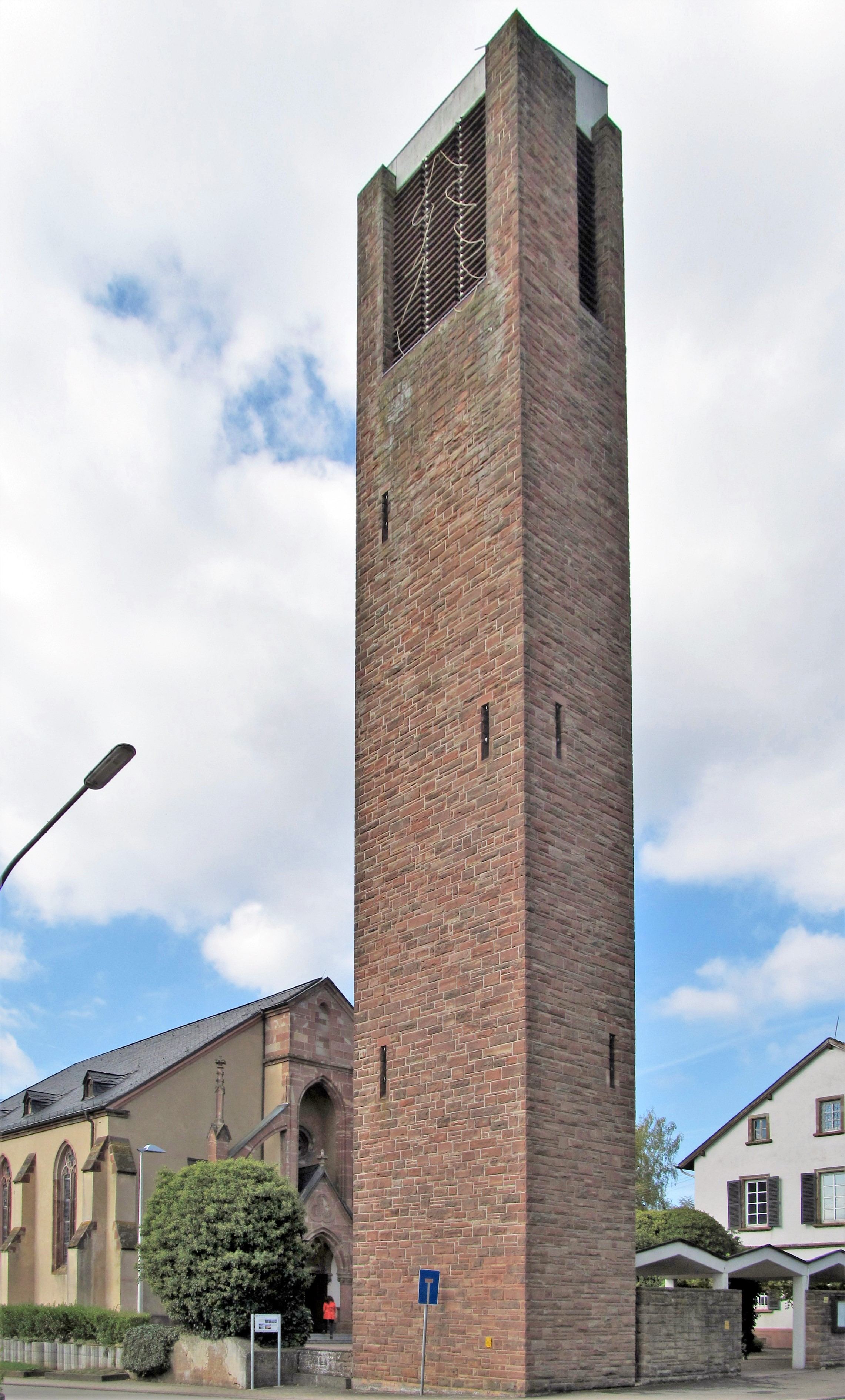
Ehemaliger Glockenturm

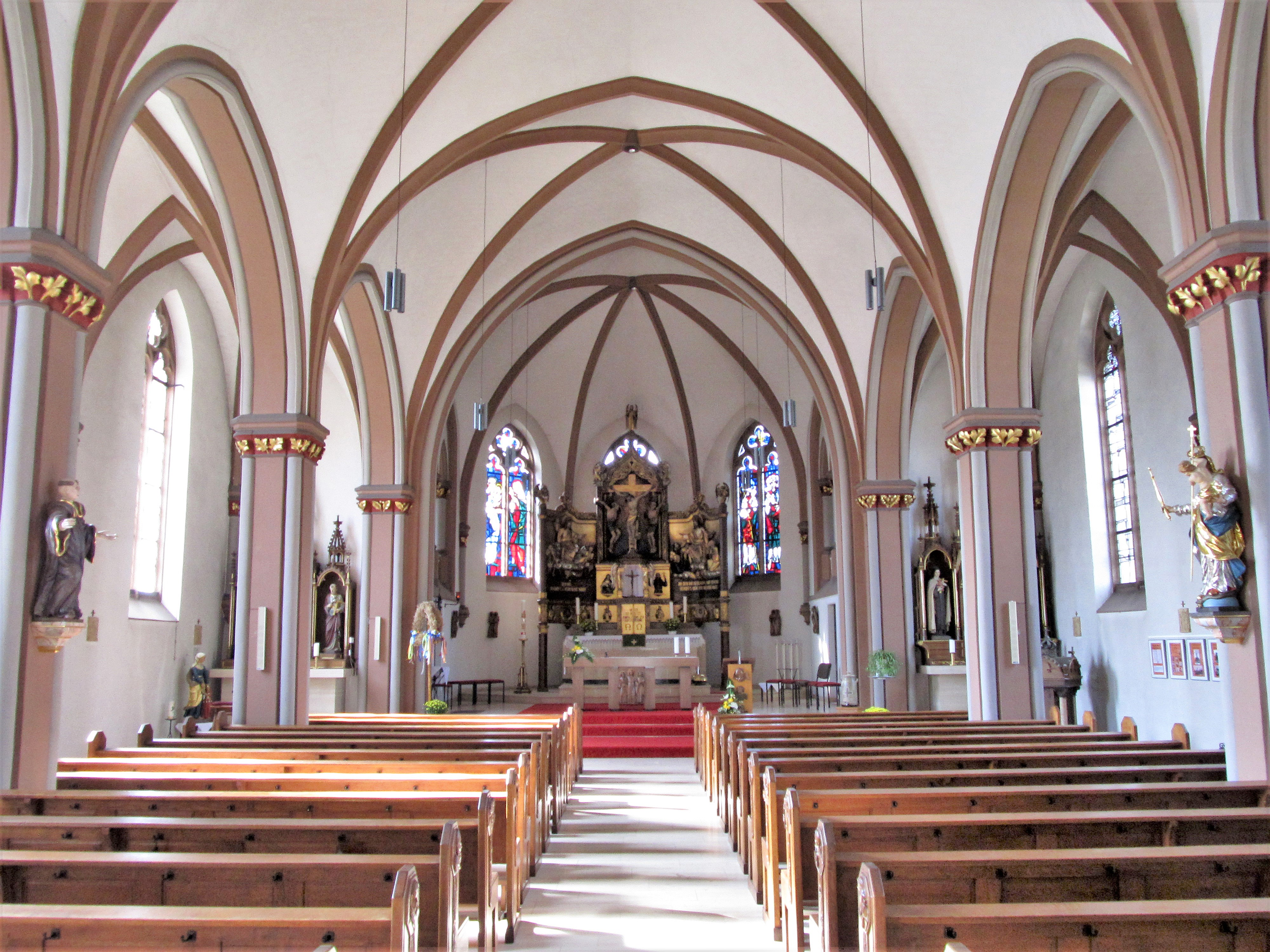
Blick ins Innere der Kirche

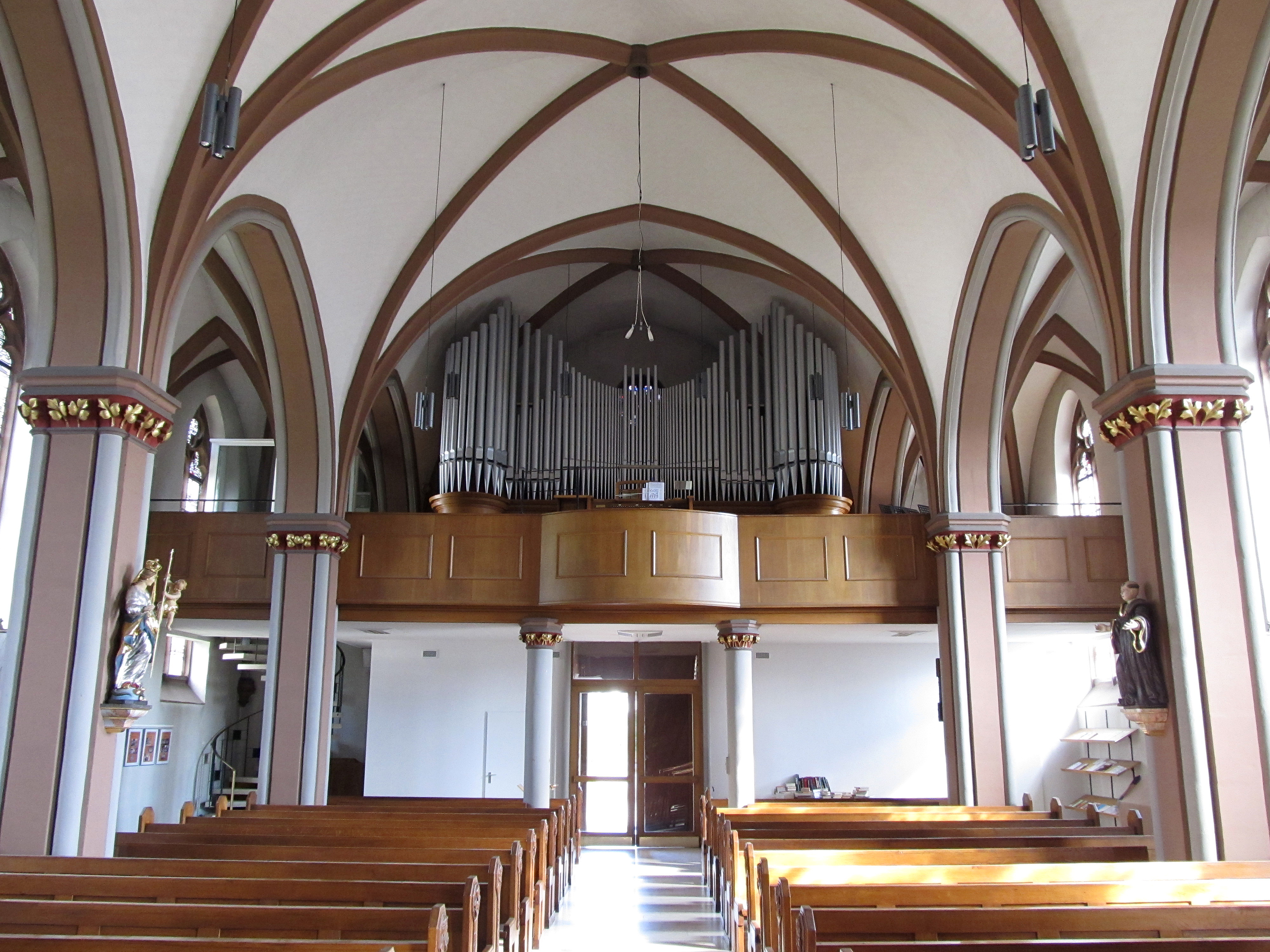
Blick vom Altarraum zur Orgelempore

Die Kirche St. Walfridus ist eine katholische Pfarrkirche in Rilchingen-Hanweiler, einem Ortsteil der Gemeinde Kleinblittersdorf, Regionalverband Saarbrücken, Saarland. In der Denkmalliste des Saarlandes ist die Kirche als Einzeldenkmal aufgeführt.

## Geschichte
Die Katholiken von Rilchingen-Hanweiler gehörten bis 1792 (bzw. 1802) zur Pfarrei Wölferdingen bei Saargemünd (Sarreguemines) in Lothringen/Frankreich, danach zur Pfarrei Auersmacher. Ab 1862 wurde der Ort selbstständige Pfarrei, wobei das Patrozinium des Heiligen Walfridus von der Mutterkirche Wölferdingen übernommen wurde. Walfridus war wahrscheinlich ein Glaubensbote, der in den Vogesen wirkte. Als Pfarrkirche diente ein kleines Gotteshaus, das im Jahr 1800 auf dem heutigen Friedhof errichtet wurde, und heute die St.-Welfert-Kapelle beherbergt. Die Umfassungsmauer und die Sakristei sind noch erhaltene Teile dieser Kirche. Aufgrund von starkem Bevölkerungswachstum war die Kirche gegen Ende des 19. Jahrhunderts zu klein geworden, sodass ein Kirchenneubau beschlossen wurde.
Der Neubau erfolgte in den Jahren 1884 bis 1887 nach Plänen von Carl Friedrich Müller (Saarlouis). Für die Ausführung der Pläne zeichnete die Baufirma Gebrüder Johann und Karl Karmann (Kleinblittersdorf) verantwortlich. Von 1945 bis 1952 wurde die Kirche einer Restaurierung unterzogen.
1954 kam es zu einem Großbrand, bei dem der Dachstuhl und der als Giebelreiter gestaltete Glockenturm zerstört wurden. Das Kirchengebäude wurde daraufhin in veränderter Form ohne Turm wieder aufgebaut.
Von 1961 bis 1962 kam es zum Bau eines freistehenden Turmes im Campanile-Stil mit angeschlossenem Arkadengang. Die Pläne hierfür stammten von dem Architekten Albert Dietz (Architekturbüro Dietz-Grohte, Saarbrücken). Der Turm wurde 2021 wegen starker Korrosionsschäden am Beton bis auf einen Rest abgerissen. Die letzten größeren Restaurierungs- und Umbaumaßnahmen erfolgten von 1971 bis 1972.

## Ausstattung
Im Innern der Kirche ist der Aufsatz des Hochaltars von 1934 erwähnenswert, der von den Werkstätten für kirchl. Kunst Mettler (St. Wendel) geschaffen wurde. Des Weiteren die Barockfigur der Muttergottes mit dem Kinde, die Figuren des Heiligen Walfridus und der Mutter Anna mit dem Jesuskind. Im Innern wurden viele weitere Figuren in den letzten Jahren restauriert.
Die Bleiglasfenster im Chor, die links Maria und Anna mit dem Jesuskind (Anna selbdritt) und rechts die Heiligen Walfried und Matthias zeigen, wurden 1956 von dem Glasmaler Jakob Schwarzkopf (Trier) entworfen und von der Firma Binsfeld (Trier) ausgeführt.
Neben dem Kirchenportal steht links eine Figur der heiligen Elisabeth von Aragón und rechts ein Missionskreuz von 1916.

## Orgel
Die Orgel der Kirche wurde 1954 von der Firma Gebr. Späth (Mengen) erbaut. 2004 wurde das Instrument durch Peter Ohlert (Kirkel) einer Restaurierung unterzogen. Die auf einer Empore aufgestellte Orgel mit freistehendem Spieltisch besitzt 17 Register, verteilt auf 2 Manuale und Pedal. Die Traktur ist elektropneumatisch.
| I Hauptwerk C–g3 |              |    |
| 1.               | Principal    | 8′ |
| 2.               | Gedeckt      | 8′ |
| 3.               | Oktave       | 4′ |
| 4.               | Rohrflöte    | 4′ |
| 5.               | Flageolet    | 2′ |
| 6.               | Mixtur III-V |    |

| II Schwellwerk C–g3 |                   |       |
| 7.                  | Koppelflöte       | 8′    |
| 8.                  | Salicional        | 8′    |
| 9.                  | Singend Principal | 4′    |
| 10.                 | Gemshorn          | 4′    |
| 11.                 | Blockflöte        | 2′    |
| 12.                 | Quinte            | 1 ⁄3′ |
| 13.                 | Cymbel III        |       |
| 14.                 | Krummhorn         | 8′    |

| Pedal C–f1 |                                       |     |
| 15.        | Subbaß                                | 16′ |
|            | Zartbaß (Windabschwächung von Nr. 15) | 16′ |
| 16.        | Oktavbaß                              | 8′  |
|            | Gedecktbaß (Transmission von Nr. 2)   | 8′  |
| 17.        | Choralbaß                             | 4′  |

- Koppeln: II/I, I/P, II/P
- Spielhilfen: eine freie Kombinationen, Tutti, automatisches Pianopedal, Crescendo